# 1753 w sztukach plastycznych
Wydarzenia w sztukach plastycznych i wizualnych w 1753 roku.

## Urodzeni
- 3 stycznia - Christoph Nathe (zm. 1806), niemiecki malarz, rysownik i miedziorytnik
- 12 maja – Agustín Esteve (zm. 1830), hiszpański malarz
- 12 sierpnia – Thomas Bewick (zm. 1828), angielski ilustrator, drzeworytnik i ornitolog
- 10 września – John Soane (zm. 1837), angielski architekt
- Józef Kosiński (zm. 1821), polski malarz
- Francesc Agustí (zm. 1801), hiszpański malarz neoklasyczny
- Jan Boretti (zm. 1833), włoski architekt działający w Polsce
- Utamaro Kitagawa (zm. 1806), japoński drzeworytnik i malarz

Balthasar Neumann

## Zmarli
- 19 sierpnia – Balthasar Neumann, niemiecki inżynier wojskowy i architekt[1][2]
- Giuseppe Valentini (ur. 1681), włoski wirtuoz skrzypiec, kompozytor, poeta i malarz